# Хирбет-эль-Мааза
Хирбет-эль-Мааза (араб. خربة المعزة‎) — небольшой город на северо-западе Сирии, расположенный на территории мухафазы Тартус. Входит в состав района Тартус. Является центром одноимённой нахии.

## Географическое положение
Город находится в юго-западной части мухафазы, к западу от южной оконечности хребта Ансария, на высоте 252 метров над уровнем моря.

Хирбет-эль-Мааза расположен на расстоянии приблизительно 9 километров к юго-востоку от Тартуса, административного центра провинции и на расстоянии 140 километров к северо-северо-западу (NNW) от Дамаска, столицы страны.

## Население
По данным официальной переписи 2004 года численность населения города составляла 4798 человек (2415 мужчин и 2383 женщины). Насчитывалось 906 домохозяйств. В конфессиональном составе населения преобладают алавиты.

## Транспорт
Ближайший гражданский аэропорт — Международный аэропорт имени Басиля Аль-Асада.